# Xã Frazier, Quận Divide, Bắc Dakota
Xã Frazier (tiếng Anh: Frazier Township) là một xã thuộc quận Divide, tiểu bang Bắc Dakota, Hoa Kỳ. Năm 2010, dân số của xã này là 22 người.